# Dror Elimelech
Dror Elimelech (* 1956) ist ein israelischer Komponist und Lyriker.
Der ausgebildete Psychiater und Psychotherapeut studierte Klavier bei Pnina Salzman, Ruth Hilman und Bart Berman und Komposition bei Sergiu Natra. Er trat mit experimenteller und avantgardistischer Musik hervor und komponierte Werke für Soloinstrumente und Kammermusik, Vokalwerke und Werke für elektroakustische Instrumente und Liveelektronik. Unter anderem vertonte er Gedichte von Yona Wallach, Maya Bejerano, David Avidan, Paul Celan und Arthur Rimbaud. Er gründete und organisierte die Konzertreihe Other Israeli Music sowie das Forum Night Happening für experimentelle Musik. Zudem veröffentlichte er mehrere Gedichtbände und erhielt 2002 den Preis des israelischen Ministerpräsidenten. Er ist Mitglied des Hebräischen Schriftstellerverbandes und des Israelischen Komponistenverbandes.